# Sportarena Radviliškis
Die Radviliškio Sportarena ist eine Sporthalle in der litauischen Stadt Radviliškis. Die Fläche beträgt über 3000 m². Die Halle befindet sich in der Straße Radvilų g. 6. Es ist die Heimspielstätte des Basketballteams BC Radviliškis (NKL). Der Betreiber der Arena ist eine Hauptschule der Stadt. Die Arena ist in das Gebäude der Schule integriert. In der Arena findet der Sportunterricht und danach das Training von Profisportlern statt. Während der wichtigen Wettkämpfe findet der Unterricht nicht statt. 

## Infrastruktur
In der Arena gibt es einen Hauptplatz (für Basketball, Handball oder Volleyball), zwei Plätze für Basketballtraining, Choreografie- und Aerobicsaal u. a. Säle. An jedem Saal gibt es entsprechende Hilfsräume, einen Medizinischen Versorgungspunkt (medicinos punktas), einige Trainerzimmer. In der Arena gibt es den Sportclub „Ir imperijalas“.